# Piotr Grobliński
Piotr Grobliński (ur. 1966 w Łodzi) – polski poeta, felietonista, dziennikarz, publicysta kulturalny.

## Życiorys
Urodzony w 1966 roku w Łodzi. Jako poeta i recenzent debiutował w 1986 roku w „Odgłosach”. Opublikował sześć tomików poetyckich, a także zbiór felietonów. Laureat Nagroda Złotego Pióra im. Jerzego Katarasińskiego w 2005. W 2019 za tomik „Karma dla psów” został nominowany do Orfeusza – Nagrody Poetyckiej im. K.I. Gałczyńskiego. W 2024 roku wydał tom opowiadań "Zawody".
Pracuje w Łódzkim Domu Kultury jako redaktor książek poetyckich Wydawnictwa Kwadratura. Był pomysłodawcą nagrody „Armatki Kultury”. Publikuje felietony, recenzje i reportaże. Jest stałym felietonistą w łódzkim „Kalejdoskopie” i od 2016 roku na portalu SNG Kultura. Jego specjalnością jest prowadzenie spotkań z ludźmi kultury, np. cyklicznych spotkań z poezją pt. „Sezon w pięknie” w Teatrze Powszechnym w Łodzi. Do 2024 roku mieszkał na Stokach w Łodzi, którym poświęcił kilka swoich wierszy.

## Twórczość

### Poezja
- „Błękitne lustro aksjologii” (wydanie własne, Łódź 1990),
- „Filozoficzne aspekty tramwaju” (Biblioteka, Łódź 1995),
- „Zgodnie z regułą splotów” (Biblioteka, Łódź 1997),

„Festiwale otwartych balkonów” (Łódzki Dom Kultury, Łódź 2005),
- „Inne sprawy dla reportera” (Wydawnictwo Kusiński, Łódź 2012),
- „Karma dla psów” (Dom Literatury, SPP Oddział w Łodzi, Łódź 2018).

### Felietony
- „Depilacja okolic serca” (Wydawnictwo Beauty In Sp. z o.o. Press Sp.k., Łódź 2014).
- „Wanna na wydaniu” (Pewne Wydawnictwo, Lublin, 2020).

### Opowiadania
- "Zawody" (Pewne Wydawnictwo, Lublin, 2024).
- "Zawody 2" (Wydawnictwo Kusiński, Łódź 2025).